# Libermont
Libermont est une commune française située dans le département de l'Oise en région Hauts-de-France.

## Géographie

### Localisation
Libermont est un village picard rural de l'Oise, limitrophe du département de la Somme, situé à vol d'oiseau à 10 km au sud-ouest de Ham et 29 km de Saint-Quentin, 23 km à l'ouest de Chauny, 13 km au nord de Noyon, 13 km à l'est de Roye et 9 km au sud-est de Nesle.
La commune se trouve dans la zone d'emploi de Compiègne et dans le bassin de vie de Ham.

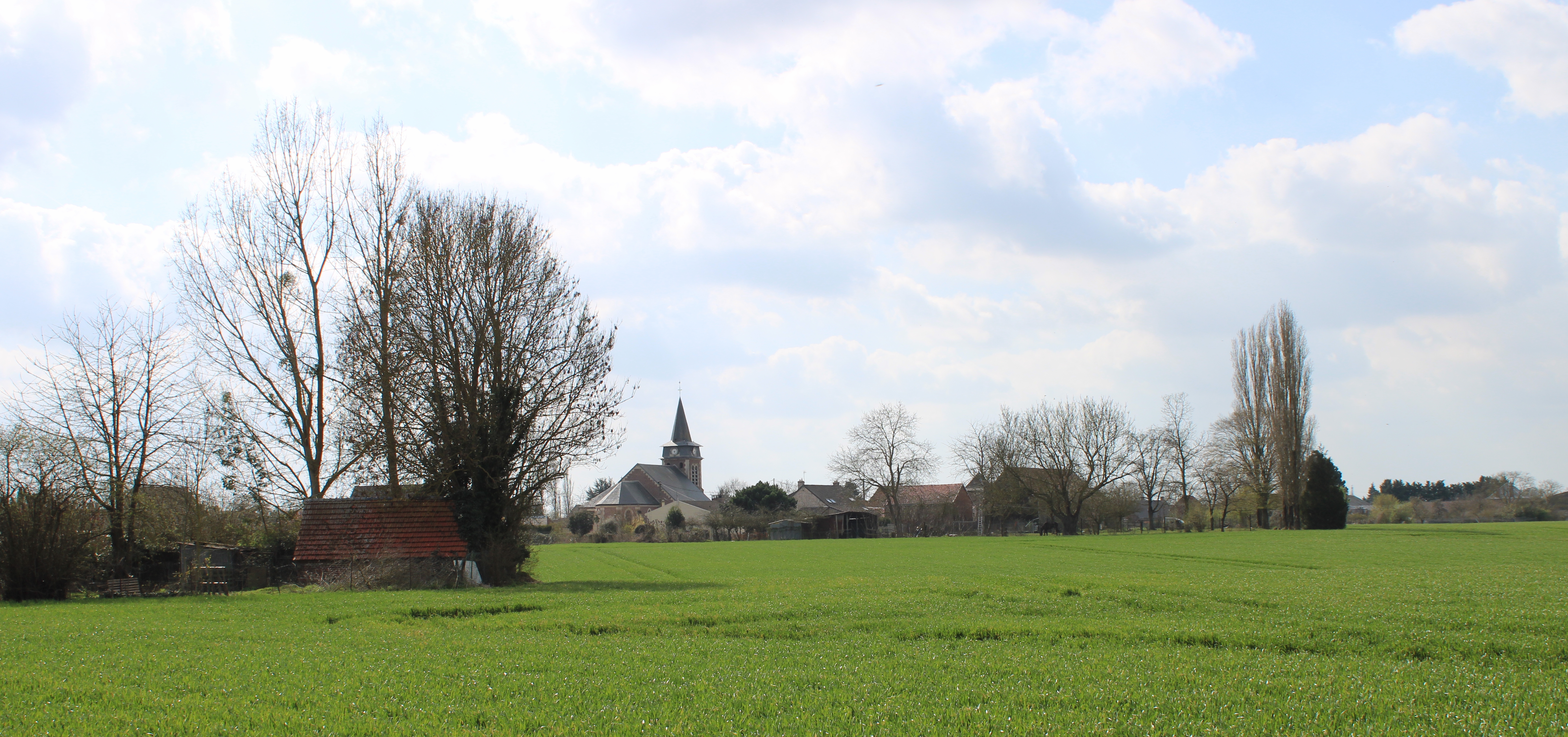
Panorama du village de puis la route d'Esmery-Hallon.

### Communes limitrophes
Les communes limitrophes sont Fréniches, Frétoy-le-Château, Ercheu, Esmery-Hallon et Hombleux.

### Géologie et relief
La superficie de la commune est de 11,37 km2 ; son altitude varie de 62  à   101 mètres.
Louis Graves indiquait en 1850 que « le village de Libermont est bâti vers la limite septentrionale du territoire dans une plaine assez étendue ; au midi est un vallon boisé ; le ruisseau d'Ingon prend naissance auprès du chef-lieu. Les rues sont larges, les maisons éparses, la plupart couvertes en chaume ».

### Hydrographie

#### Réseau hydrographique

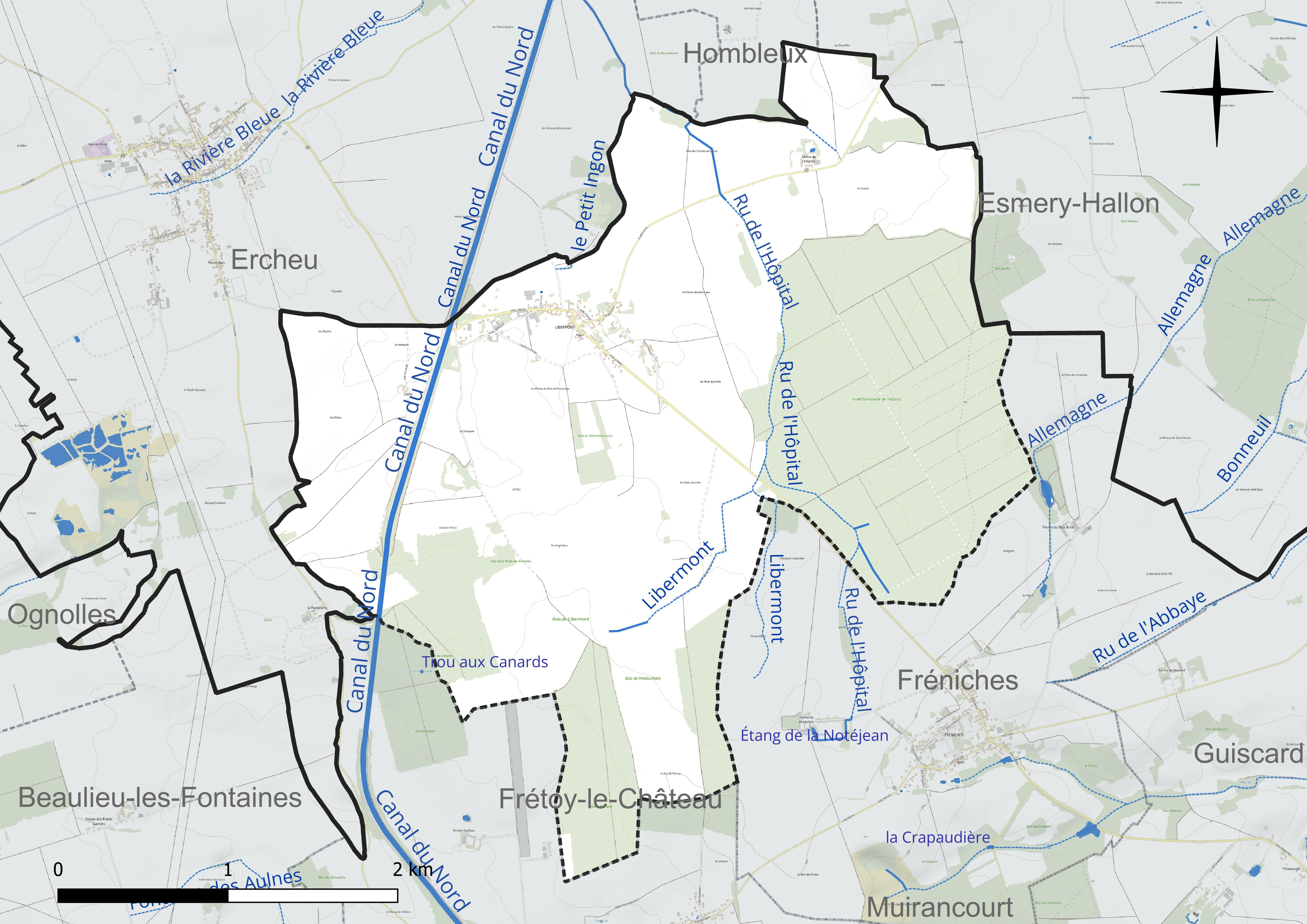
Réseau hydrographique de Libermont.

La commune est située dans le bassin Artois-Picardie.
Elle est drainée par l'Allemagne, le canal du Nord, le Petit Ingon, le Libermont et un autre petit cours d'eau.
L'Allemagne, d'une longueur de 13 km, prend sa source dans la commune de Fréniches et se jette  dans la Somme canalisée à Voyennes, après avoir traversé sept communes.
Le Petit Ingon, d'une longueur de 9 km, prend sa source dans la commune de Michelbach-le-Haut et se jette  dans l'Ingon à Bartenheim, après avoir traversé 8 communes.
Le canal du Nord, long de 95 km, est déclaré d'utilité publique en 1903 mais n'est mis en service qu'en 1965 et relie le canal Dunkerque-Escaut par le canal de la Sensée au canal latéral à l'Oise. À Libermont, il comprend le tunnel de la Panneterie, long de 1 060 m.

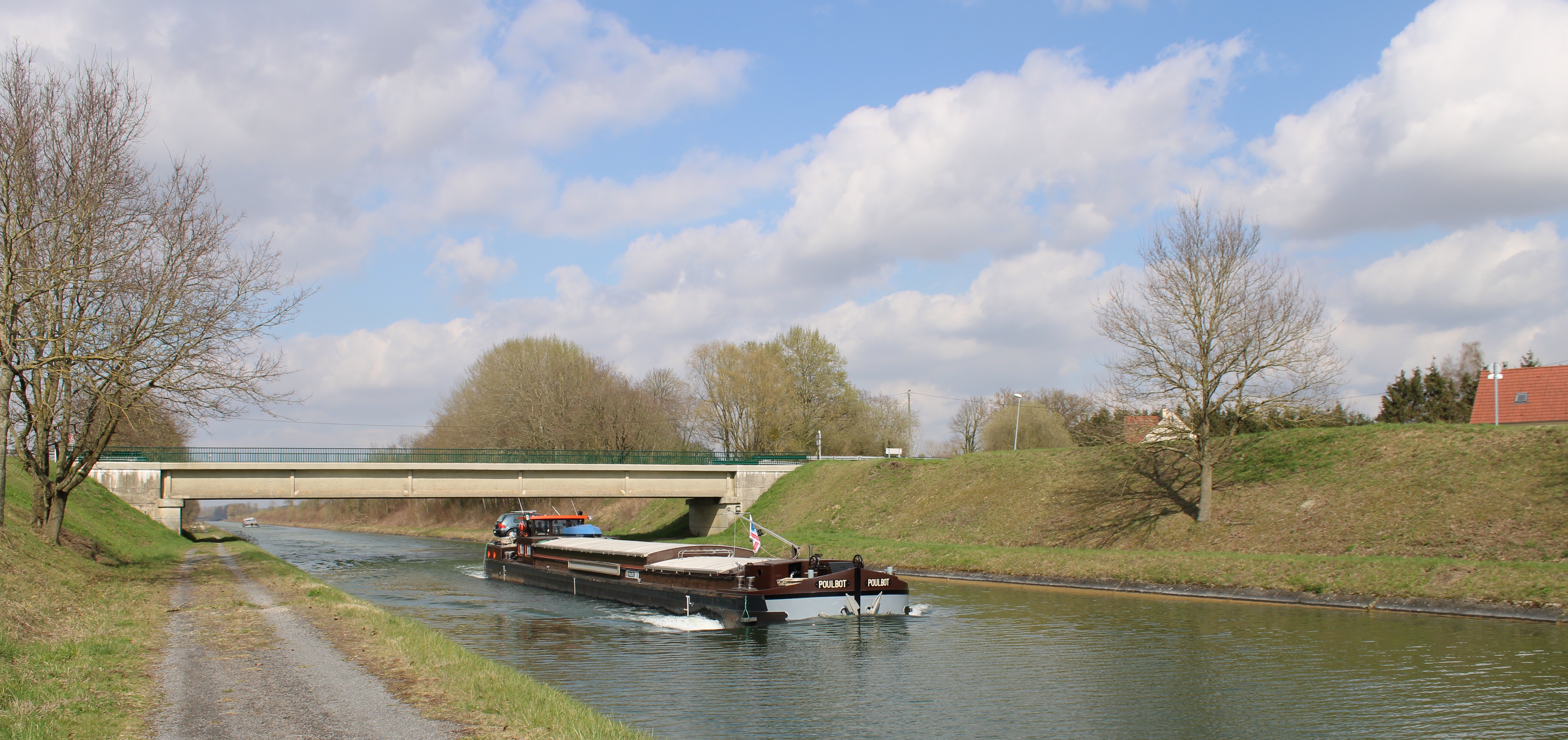
Entrée du village et le Canal du Nord (France).

#### Gestion et qualité des eaux
Le territoire communal est couvert par le schéma d'aménagement et de gestion des eaux (SAGE) « Sensée ». Ce document de planification concerne un territoire de 1 798 km2 de superficie, délimité par le bassin versant de la Haute Somme est constitué d'un réseau hydrographique complexe de cours d'eau, de marais, d'étangs et de canaux. Le périmètre a été arrêté le 21 avril 2006 et le SAGE proprement dit a été approuvé le 15 juin 2017. La structure porteuse de l'élaboration et de la mise en œuvre est le syndicat mixte d'aménagement hydraulique du bassin versant de la Somme (AMEVA).
La qualité des cours d'eau peut être consultée sur un site dédié géré par les agences de l'eau et l'Agence française pour la biodiversité.

### Climat
Pour des articles plus généraux, voir Climat des Hauts-de-France et Climat de l'Oise.
En 2010, le climat de la commune est de type climat océanique dégradé des plaines du Centre et du Nord, selon une étude du CNRS s'appuyant sur une série de données couvrant la période 1971-2000. En 2020, Météo-France publie une typologie des climats de la France métropolitaine dans laquelle la commune est exposée à un climat océanique et est dans la région climatique Nord-est du bassin Parisien, caractérisée par un ensoleillement médiocre, une pluviométrie moyenne régulièrement répartie au cours de l'année et un hiver froid (3 °C).
Pour la période 1971-2000, la température annuelle moyenne est de 10,4 °C, avec une amplitude thermique annuelle de 14,5 °C. Le cumul annuel moyen de précipitations est de 689 mm, avec 11 jours de précipitations en janvier et 8,9 jours en juillet. Pour la période 1991-2020, la température moyenne annuelle observée sur la station météorologique la plus proche, située sur la commune de Chauny à 20 km à vol d'oiseau, est de 11,1 °C et le cumul annuel moyen de précipitations est de 709,9 mm,. Pour l'avenir, les paramètres climatiques de la commune estimés pour 2050 selon différents scénarios d'émission de gaz à effet de serre sont consultables sur un site dédié publié par Météo-France en novembre 2022.

## Urbanisme

### Typologie
Au 1er janvier 2024, Libermont est catégorisée commune rurale à habitat dispersé, selon la nouvelle grille communale de densité à sept niveaux définie par l'Insee en 2022.
Elle est située hors unité urbaine et hors attraction des villes,.

### Occupation des sols

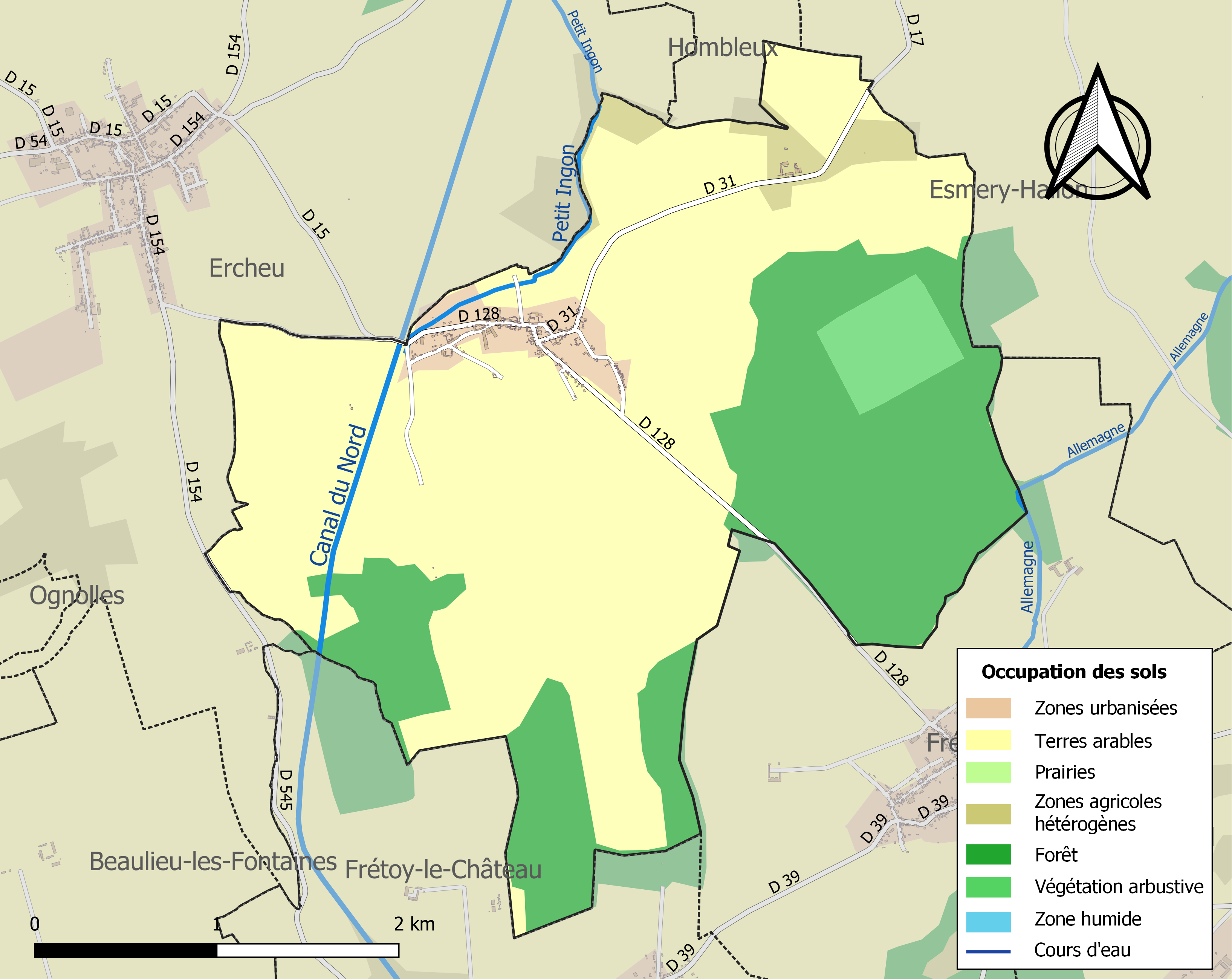
Carte des infrastructures et de l'occupation des sols de la commune en 2018 (CLC).

L'occupation des sols de la commune, telle qu'elle ressort de la base de données européenne d'occupation biophysique des sols Corine Land Cover (CLC), est marquée par l'importance des territoires agricoles (63,4 % en 2018), une proportion identique à celle de 1990 (63,4 %).
La répartition détaillée en 2018 est la suivante : terres arables (60,7 %), forêts (30,2 %), zones urbanisées (3,3 %), milieux à végétation arbustive et/ou herbacée (3 %), zones agricoles hétérogènes (2,7 %).
L'évolution de l'occupation des sols de la commune et de ses infrastructures peut être observée sur les différentes représentations cartographiques du territoire : la carte de Cassini (XVIIIe siècle), la carte d'état-major (1820-1866) et les cartes ou photos aériennes de l'IGN pour la période actuelle (1950 à aujourd'hui).

### Lieux-dits, hameaux et écarts
La commune compte un écart, la Ferme de l'Hôpital.

### Habitat et logement
En 2021, le nombre total de logements dans la commune était de 98, alors qu'il était de 102 en 2016 et de 98 en 2011.
Parmi ces logements, 81,2 % étaient des résidences principales, 8,8 % des résidences secondaires et 10 % des logements vacants. Ces logements étaient  tous des maisons individuelles.
Le tableau ci-dessous présente la typologie des logements à Libermont en 2021 en comparaison avec celle de l'Oise et de la France entière. Une caractéristique marquante du parc de logements est ainsi une proportion de résidences secondaires et logements occasionnels (8,8 %) supérieure à celle du département (2,4 %) mais inférieure à celle de la France entière (9,7 %).
| Typologie                                               | Libermont | Oise | France entière |
| ------------------------------------------------------- | --------- | ---- | -------------- |
| Résidences principales (en %)                           | 81,2      | 90,5 | 82,2           |
| Résidences secondaires et logements occasionnels (en %) | 8,8       | 2,4  | 9,7            |
| Logements vacants (en %)                                | 10        | 7    | 8,1            |

### Projets d'aménagement
Le canal Seine-Nord Europe passera entre Libermont et Ercheu,  entrainant la mise hors service du Canal du Nord, pour lequel des études de reconversion sont menées.

### Voies de communication et transports
La commune est desservie, en 2023, par les lignes 676 et 6308 du réseau interurbain de l'Oise.

## Toponymie

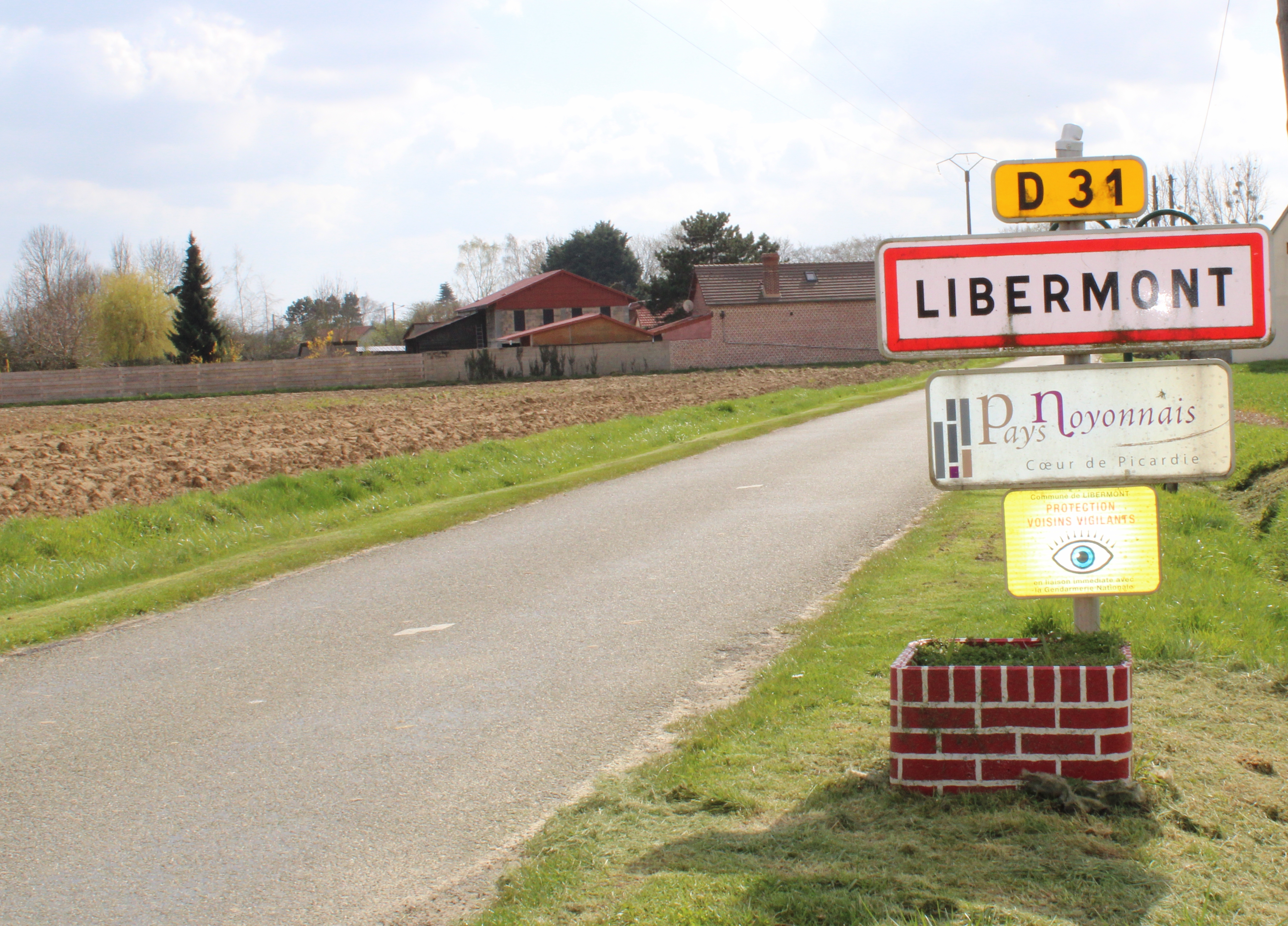

Le nom de la localité est attesté sous les formes Libori mons (1058) ; Libertimons (1135) ; Terros de Libermont (vers 1200) ; versus Liebermont (1236) ; Florentus de libermont (1237) ; Liberi mons (1240) ; Adam de libermont (1246) ; Libremont (vers 1260) ; Libermont (1688).

## Histoire

### Antiquité
Des vestiges gallo-romains ont été découverts à Libermont.

### Moyen Âge
Selon Louis Graves, « L'Hôpital du Temple [...] était une chapellenie de l'ordre de Malte , dépendant de la commanderie d'Esterpigny : c'était primitivement un hôpital desservi par les Templiers. On a lu pendant longtemps dans l'intérieur de la chapelle une inscription ainsi conçue : « Cy gist Robert feingnon de Gohyencourt, chevalier quand estre du Temple qui trespassa le 15 avril, l'an de l'incarnation mil trois cent sept ». La chapelle, sous le titre de Sainte-Madeleine, sert maintenant [en 1850] de grange; c'est une construction solide de l'époque du gothique à rosaces, mais sans ornements; elle était éclairée par trois fenêtres aujourd'hui bouchées, sur chaque
face. »
La terre de Libermont formait au XIIe siècle un fief qui relevait des seigneurs de Nesle

### Époque contemporaine
En 1850, la commune disposait d'une école, et on y trouvait trois moulins à vent. Certains habitants vivaient de la fabrication de mouchoirs en coton.
Le village est considéré comme détruit à la fin de la Première Guerre mondiale et a  été décoré de la Croix de guerre 1914-1918, le 15 février 1921.

## Politique et administration

### Rattachements administratifs et électoraux

#### Rattachements administratifs
La commune se trouve depuis 1926 dans l'arrondissement de Compiègne du département de l'Oise.
Elle faisait partie depuis 1802 du canton de Guiscard. Dans le cadre du redécoupage cantonal de 2014 en France, cette circonscription administrative territoriale a disparu, et le canton n'est plus qu'une circonscription électorale.

#### Rattachements électoraux
Pour les élections départementales, la commune fait partie depuis 2014 du canton de Noyon.
Pour l'élection des députés, elle fait partie de la sixième circonscription de l'Oise.

### Intercommunalité
Libermont est membre de la communauté de communes du Pays Noyonnais, un établissement public de coopération intercommunale (EPCI) à fiscalité propre créé en 1994 et auquel la commune a transféré un certain nombre de ses compétences, dans les conditions déterminées par le code général des collectivités territoriales.

### Liste des maires
| Période                                  | Période                        | Identité        | Étiquette | Qualité                                    |
| ---------------------------------------- | ------------------------------ | --------------- | --------- | ------------------------------------------ |
| Les données manquantes sont à compléter. |                                |                 |           |                                            |
|                                          |                                |                 |           |                                            |
| avant 1988                               | mars 2008                      | Francis Desachy |           |                                            |
| mars 2008                                | 2014                           | Gérard Tronchon |           |                                            |
| 2014                                     | En cours (au 30 novembre 2023) | Julien Desachy  |           | Agriculteur Réélu pour le mandat 2020-2026 |

## Équipements et services publics

### Enseignement
Les enfants de la commune sont scolarisés avec ceux de Muirancourt, Fréniches, Flavy-le-Meldeux et Frétoy-le-Château dans le cadre d'un regroupement pédagogique intercommunal (RPI)

## Population et société

### Démographie

#### Évolution démographique
L'évolution du nombre d'habitants est connue à travers les recensements de la population effectués dans la commune depuis 1793. Pour les communes de moins de 10 000 habitants, une enquête de recensement portant sur toute la population est réalisée tous les cinq ans, les populations de référence des années intermédiaires étant quant à elles estimées par interpolation ou extrapolation. Pour la commune, le premier recensement exhaustif entrant dans le cadre du nouveau dispositif a été réalisé en 2007.

En 2022, la commune comptait 179 habitants, en évolution de −6,28 % par rapport à 2016 (Oise : +0,87 %, France hors Mayotte : +2,11 %).
| 1793 | 1800 | 1806 | 1821 | 1831 | 1836 | 1841 | 1846 | 1851 |
| ---- | ---- | ---- | ---- | ---- | ---- | ---- | ---- | ---- |
| 356  | 370  | 488  | 429  | 450  | 437  | 448  | 445  | 445  |

| 1856 | 1861 | 1866 | 1872 | 1876 | 1881 | 1886 | 1891 | 1896 |
| ---- | ---- | ---- | ---- | ---- | ---- | ---- | ---- | ---- |
| 443  | 416  | 416  | 410  | 405  | 359  | 336  | 337  | 319  |

| 1901 | 1906 | 1911 | 1921 | 1926 | 1931 | 1936 | 1946 | 1954 |
| ---- | ---- | ---- | ---- | ---- | ---- | ---- | ---- | ---- |
| 302  | 266  | 427  | 209  | 208  | 194  | 178  | 169  | 197  |

| 1962 | 1968 | 1975 | 1982 | 1990 | 1999 | 2006 | 2007 | 2012 |
| ---- | ---- | ---- | ---- | ---- | ---- | ---- | ---- | ---- |
| 186  | 161  | 155  | 155  | 166  | 187  | 200  | 202  | 213  |

| 2017 | 2022 | - | - | - | - | - | - | - |
| ---- | ---- | - | - | - | - | - | - | - |
| 182  | 179  | - | - | - | - | - | - | - |

#### Pyramide des âges
La population de la commune est relativement jeune.
En 2018, le taux de personnes d'un âge inférieur à 30 ans s'élève à 29,7 %, soit en dessous de la moyenne départementale (37,3 %). À l'inverse, le taux de personnes d'âge supérieur à 60 ans est de 25,8 % la même année, alors qu'il est de 22,8 % au niveau départemental.
En 2018, la commune comptait 97 hommes pour 83 femmes, soit un taux de 53,89 % d'hommes, largement supérieur au taux départemental (48,89 %).
Les pyramides des âges de la commune et du département s'établissent comme suit.
| Hommes | Classe d’âge | Femmes |
| ------ | ------------ | ------ |
| 0,0    | 90 ou +      | 2,4    |
| 4,1    | 75-89 ans    | 7,1    |
| 19,4   | 60-74 ans    | 19,0   |
| 22,4   | 45-59 ans    | 25,0   |
| 20,4   | 30-44 ans    | 21,4   |
| 12,2   | 15-29 ans    | 9,5    |
| 21,4   | 0-14 ans     | 15,5   |

| Hommes | Classe d’âge | Femmes |
| ------ | ------------ | ------ |
| 0,5    | 90 ou +      | 1,4    |
| 5,5    | 75-89 ans    | 7,6    |
| 15,6   | 60-74 ans    | 16,3   |
| 20,8   | 45-59 ans    | 20     |
| 19,4   | 30-44 ans    | 19,4   |
| 17,6   | 15-29 ans    | 16,2   |
| 20,6   | 0-14 ans     | 19,1   |

## Culture locale et patrimoine

### Lieux et monuments
On peut signaler : 
- L'église Saint-Eloi, reconstruite dans les années 1920 en briques et pierres, après la destruction de l'édifice précédent[Note 3] durant la Première Guerre mondiale. 
Ce bâtiment s'inspire librement de l'ouvrage précédent et est constitué d'un clocher porche en façade, d'une nef avec collatéraux  et d'un chœur à chevet polygonal.
 Des éléments de l’ancien mobilier du XVIIIe siècle – maître-autel et Chaire en chêne massif – ainsi qu’un bénitier en pierre du XVIe siècle ont pu être sauvegardés[35].

- Le tunnel de la Panneterie, où passe le canal du Nord, conçu à la fin du XIXe siècle par Alfred-Aimé Clément, ingénieur des Ponts-et-Chaussées pour franchir un seuil entre les vallées de la Somme et de l'Oise et construit entre 1908 et la veille de la Première Guerre mondiale. Les entrées du souterrain  sont dégradées par des dynamitages allemands en 1914/1918 et reconstruites en béton armé lors de travaux de restructurations de l'existant en 1964, afin de permettre la mise en service de l'ouvrage en 1965[36].
- La chapelle de l'Hôpital (des Hospitaliers).
- La forêt domaniale de l'Hôpital, humide et fraîche en raison de la présence du ru de l'Hôpital, de rus intermittents et de dépressions facilement gorgées d'eau, elle demeure touffue et sauvage en plusieurs endroits et présente une riche biodiversité[37].
- Pigeonnier à tour carrée.

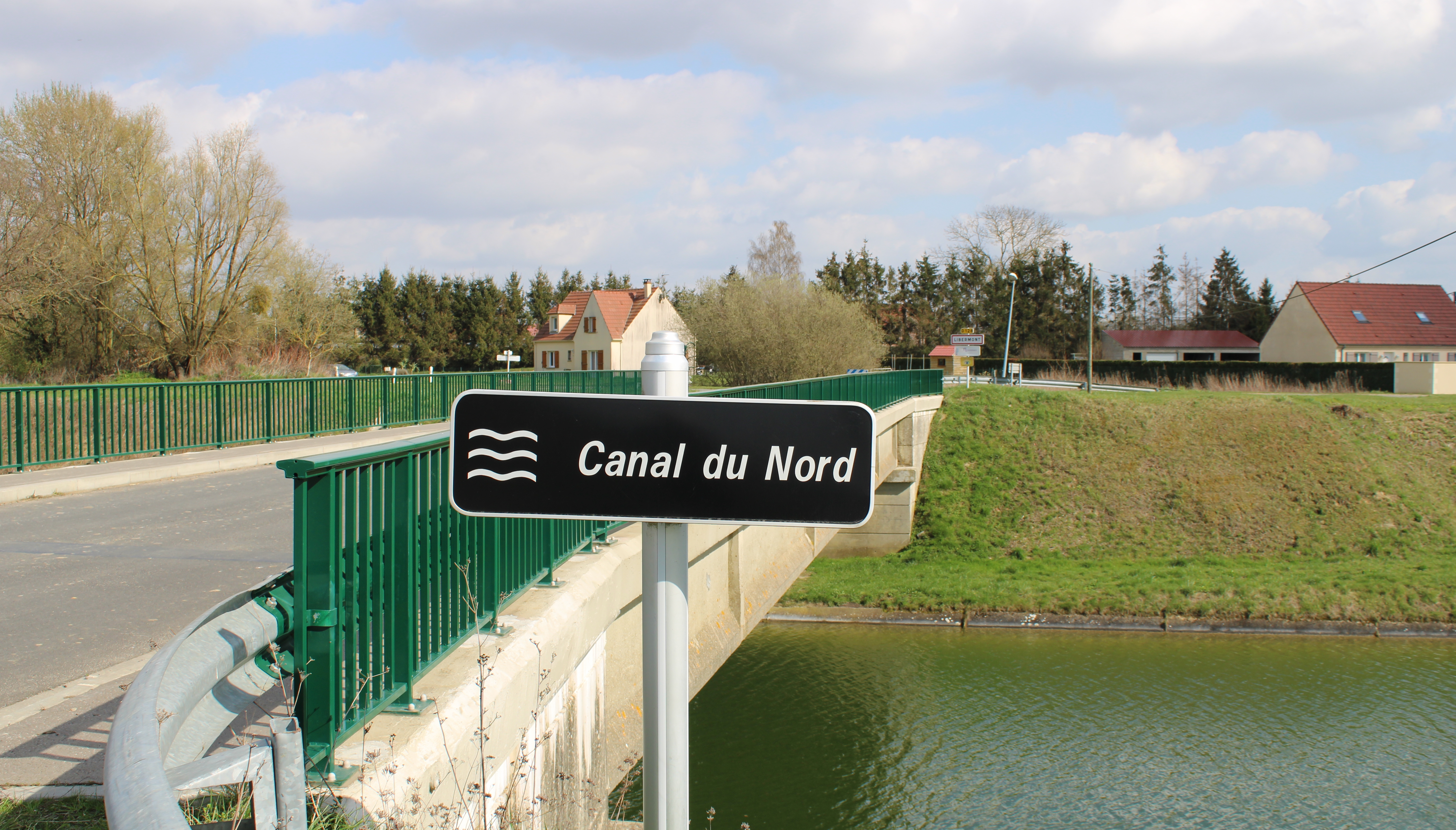
Entrée du village et le pont sur le Canal du Nord (France).
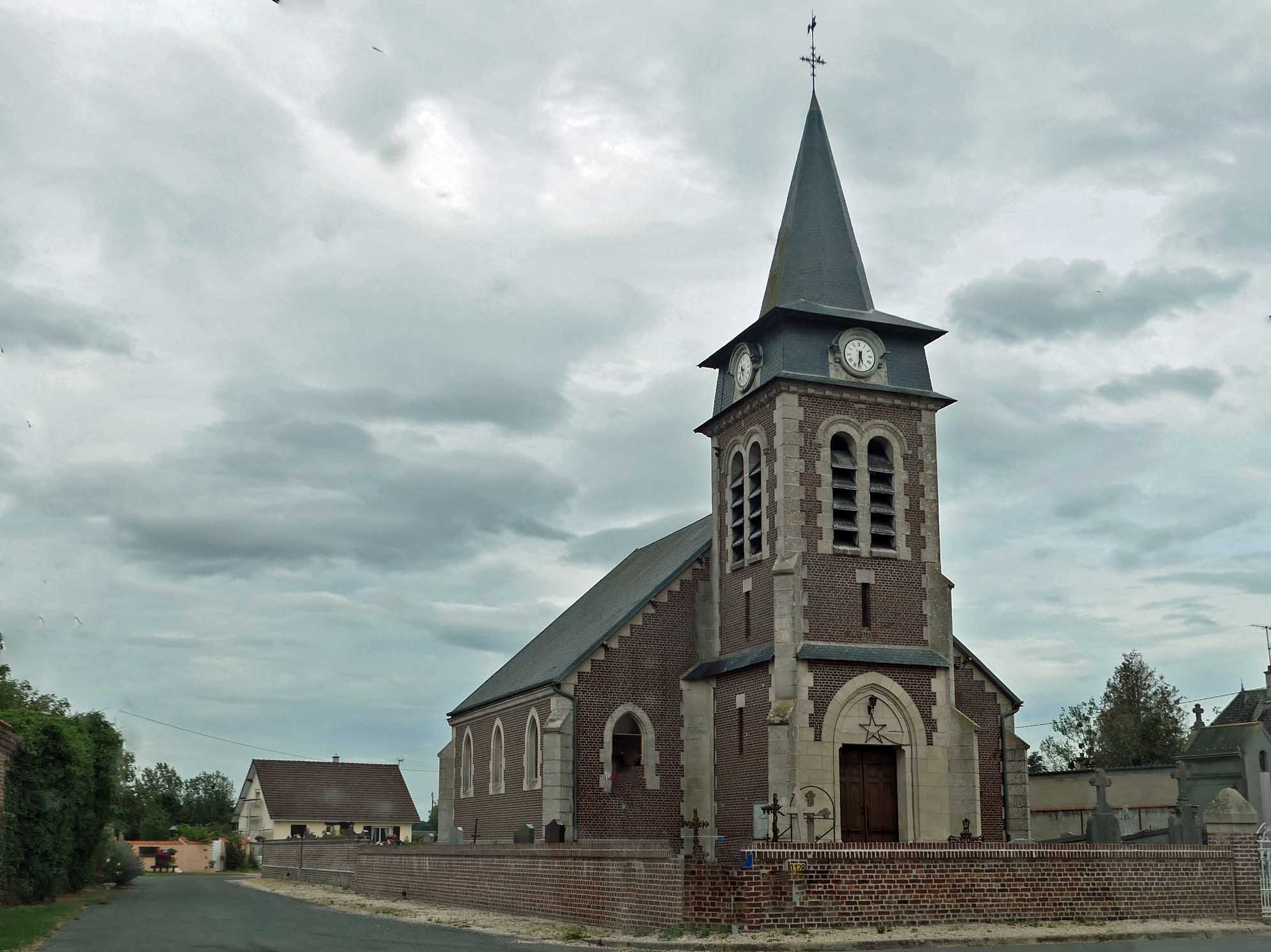
L'église.
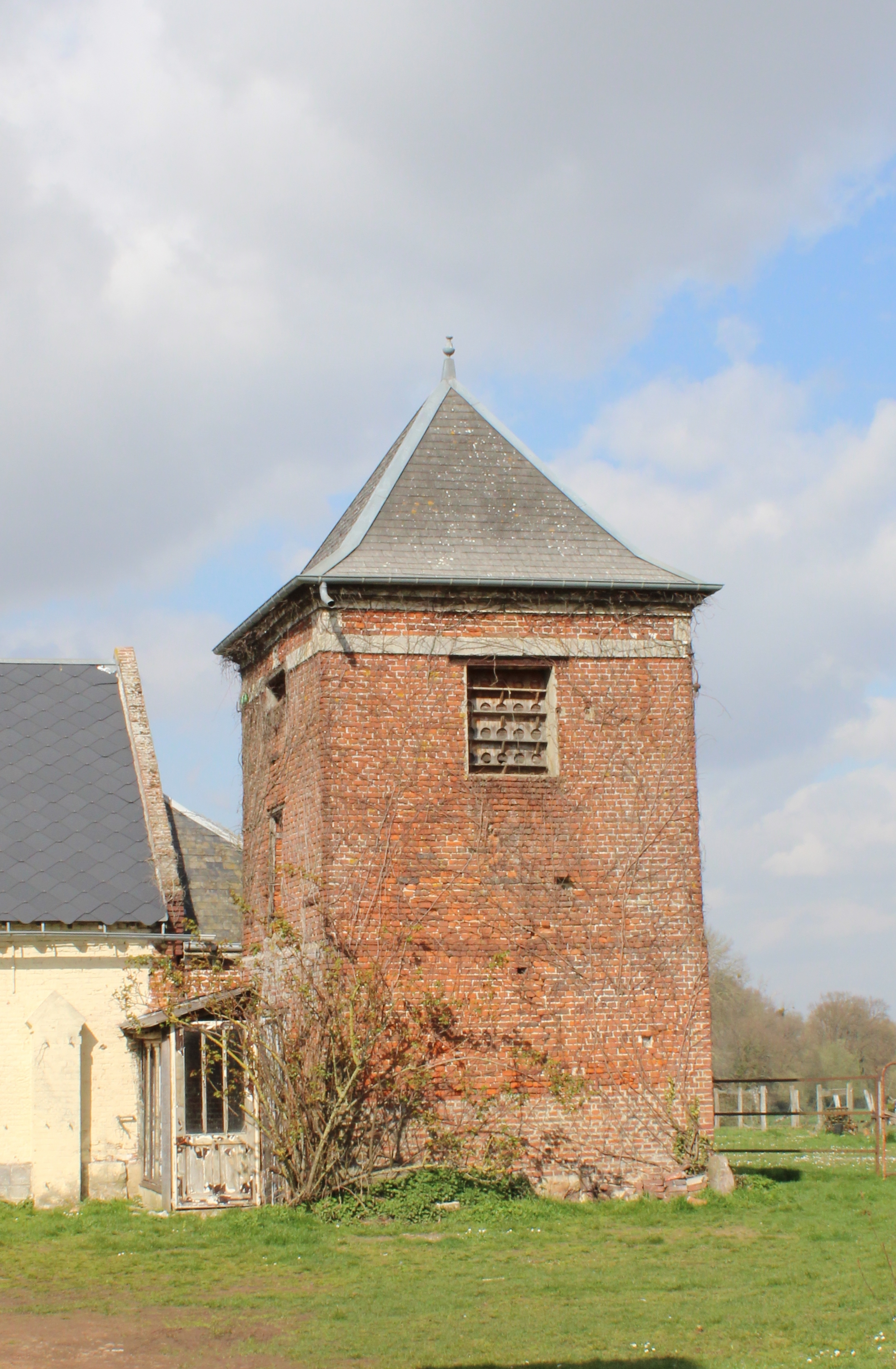
Pigeonnier.
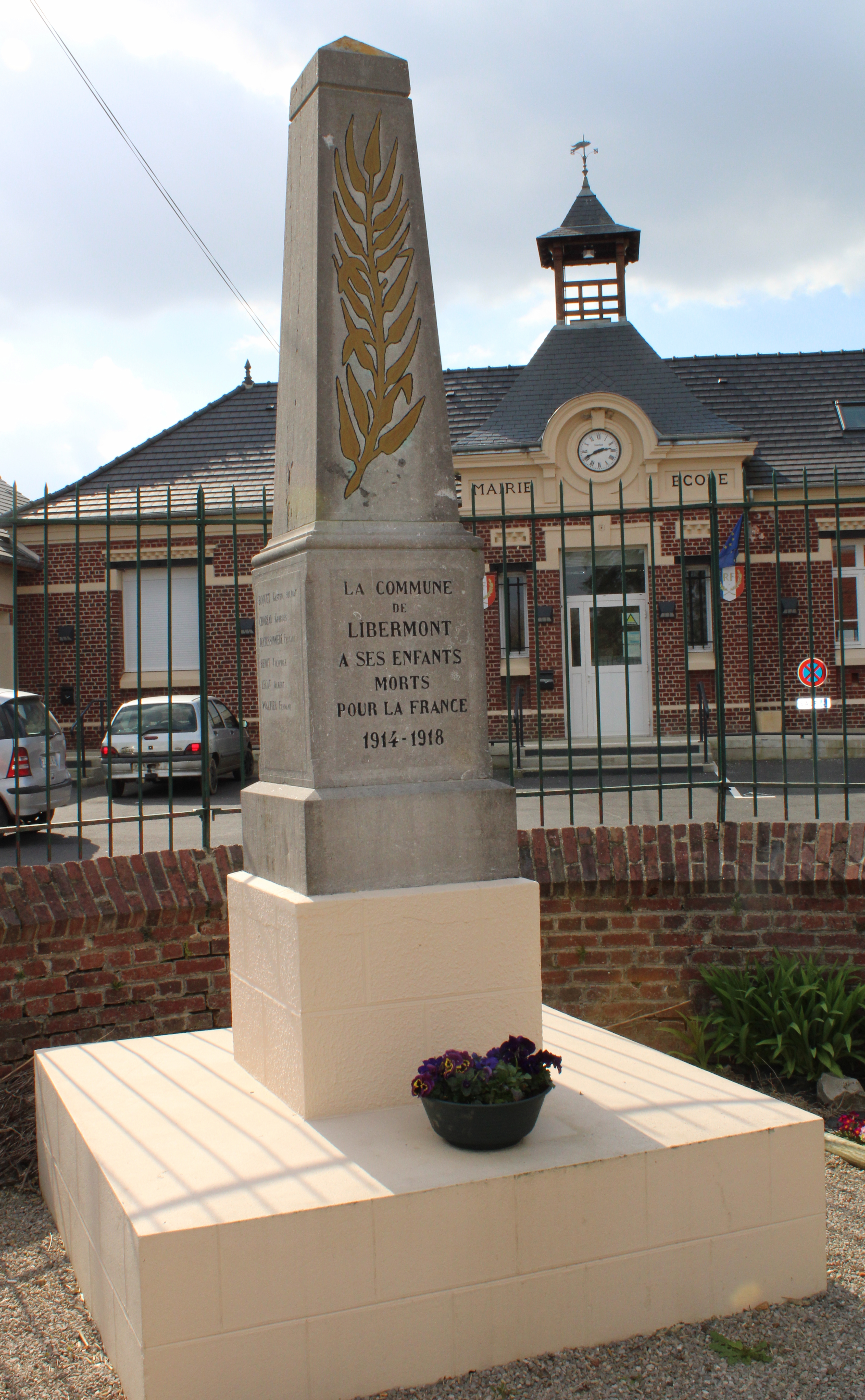
Le monument aux morts.

## Pour approfondir